# 詹姆斯-蘭格理論
威廉·詹姆士在1884年发表的文章中提出，情绪体验主要是身体变化 造成的。 丹麦心理学家卡尔·兰格（Carl Lange）几乎在同时发表了相似的理论，因此这被称为“詹姆士-兰格理论”。这一理论主张：“当身体产生生理变化（physiological experiences）时，我们感受到这些变化，这就是情绪。” 
有些人认为情绪激发起行动，我们哭泣是因为难过，逃跑是因为害怕。詹姆士-兰格理论则给出相反的解读：刺激引发自主神经系统的活动，产生生理状态上的改变，生理上的反应导致了情绪。

## 支持
透過臉部回饋假說（Facial feedback hypothesis）一些实验支持了这一理论，例如人为操纵受试者的表情，讓受试者咬住一枝筆還是用嘴唇來保持筆不跌下來。前者會感受更愉快，因為咬住筆逼使人們一個「笑」的樣子。相反，後者有被要求合上口而呈現相對的感情。 这些实验也被应用在治疗中，例如大笑疗法、舞蹈疗法。

## 反對
在1953年以前，詹姆士-兰格理论被主流心理学界摒弃。批评者的观点是，詹姆士列出的身体变化，很多是一般生物应激反应，这些反应和不同的情绪并没有一一对应关系。还有些批评者提出，产生感情比产生身体变化迅速。人们只需1/10秒就能感到愤怒，但是神经系统激发腺体，把荷尔蒙释放到血液中需要一整秒。因此生物反应只是强化感情，不能制造感情。